# Buch (brandenburgisches Adelsgeschlecht)

Wappen der uradeligen von Buch

Buch ist der Name eines Uradelsgeschlechts aus der Uckermark.
Es ist nicht identisch mit den thüringischen Grafen von Buch oder den 1858 in Meiningen nobilitierten von Buch.

## Uradelige von Buch
Das Stammhaus der uradeligen Buch liegt in Buch bei Tangermünde, wo auch Conrad und Friedrich von Buch am 1. Juni 1209 erstmals urkundlich erwähnt werden. Eine sichere Stammreihe beginnt mit Johann von Buch (1261–1285), Vogt zu Tangermünde.
Dessen gleichnamiger Enkel, Johann von Buch (ca. 1290–1356), verfasste die bedeutendste Glosse zum Sachsenspiegel. Diesem wurde bereits 1336 vom Markgraf von Brandenburg, Ludwig V., das Lehen für Land, Stadt und Schloss Jerichow übertragen und spätestens 1339 gelang der Familie durch die übertragene Herrschaft Johann von Buch's über Garsedow ein Aufstieg in die Landstandschaft.
Im Jahre 1445 eroberte Kurfürst Friedrich II. Eisenzahn die bis dahin pommersche Burg Stolpe, überließ sie jedoch ihrem Besitzer Hans von Buch als brandenburgisches Lehen. Die Familie errichtete sich 1553 ein neues Herrenhaus, das nach dem Brand von 1917 in verkleinerter Form rekonstruiert wurde. Auf der Erbbegräbnisstätte auf einer Anhöhe im Schlosspark ist unter anderen der Geologe Leopold von Buch (1774–1853) begraben.
Im Jahre 1626 erwarb Friedrich von Buch das Gut Wilmersdorf bei Angermünde von den Familien von Sparr und von Biesenbrow. Das heutige Gutshaus wurde um 1680 errichtet. 1945 floh Alexander von Buch mit seiner Familie vor dem Einmarsch sowjetischer Truppen. Das Gut Wilmersdorf wurde durch die Bodenreform enteignet. Nach der Wiedervereinigung erwarb Dietrich von Buch, Enkel von Alexander, 1996 das Lindenhaus in Wilmersdorf.
Die Familie hatte mit den alten Lehngütern Zapkendorf (seit 1753), Spoitgendorf mit Recknitz sowie Wendorf im Amt Güstrow, Schimm und Tarzow bei Wismar, Tornow mit Ringsleben und Neu Tornow im Amt Strelitz einige nennenswerte Besitzungen in Mecklenburg.

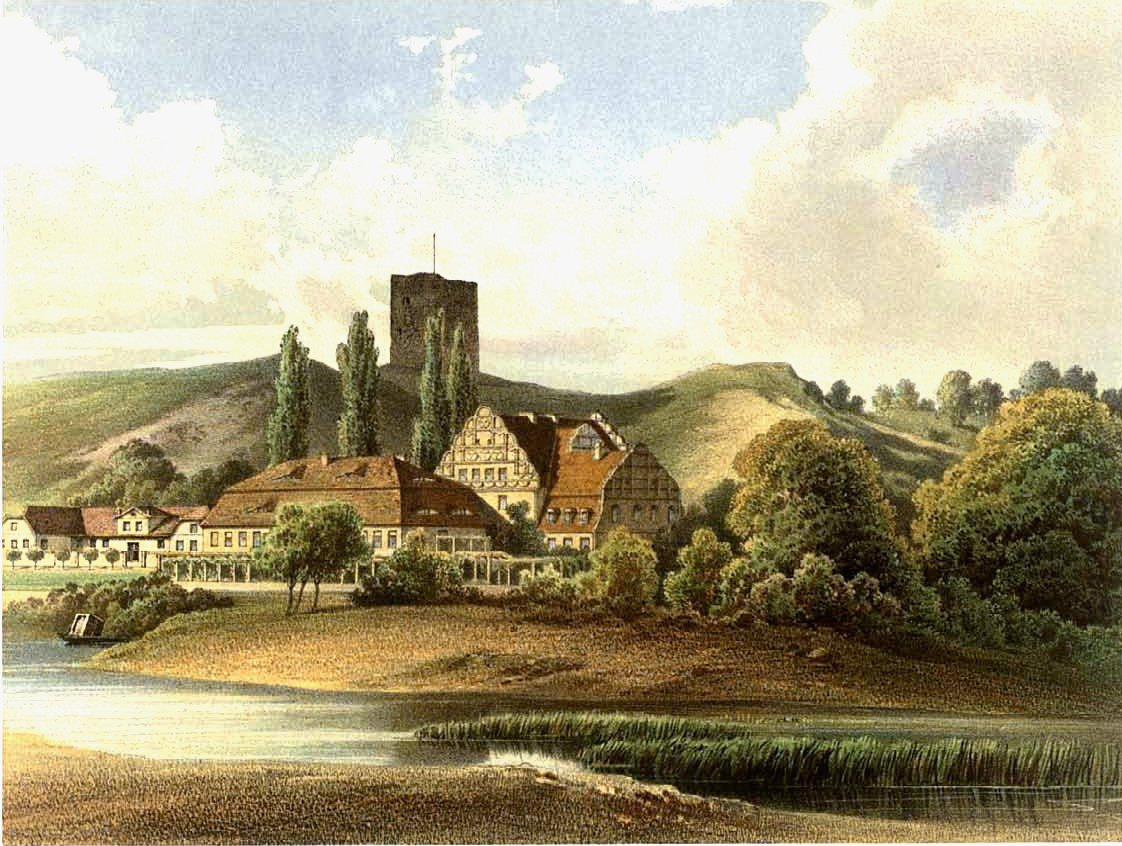
Burg Stolpe (um 1860)
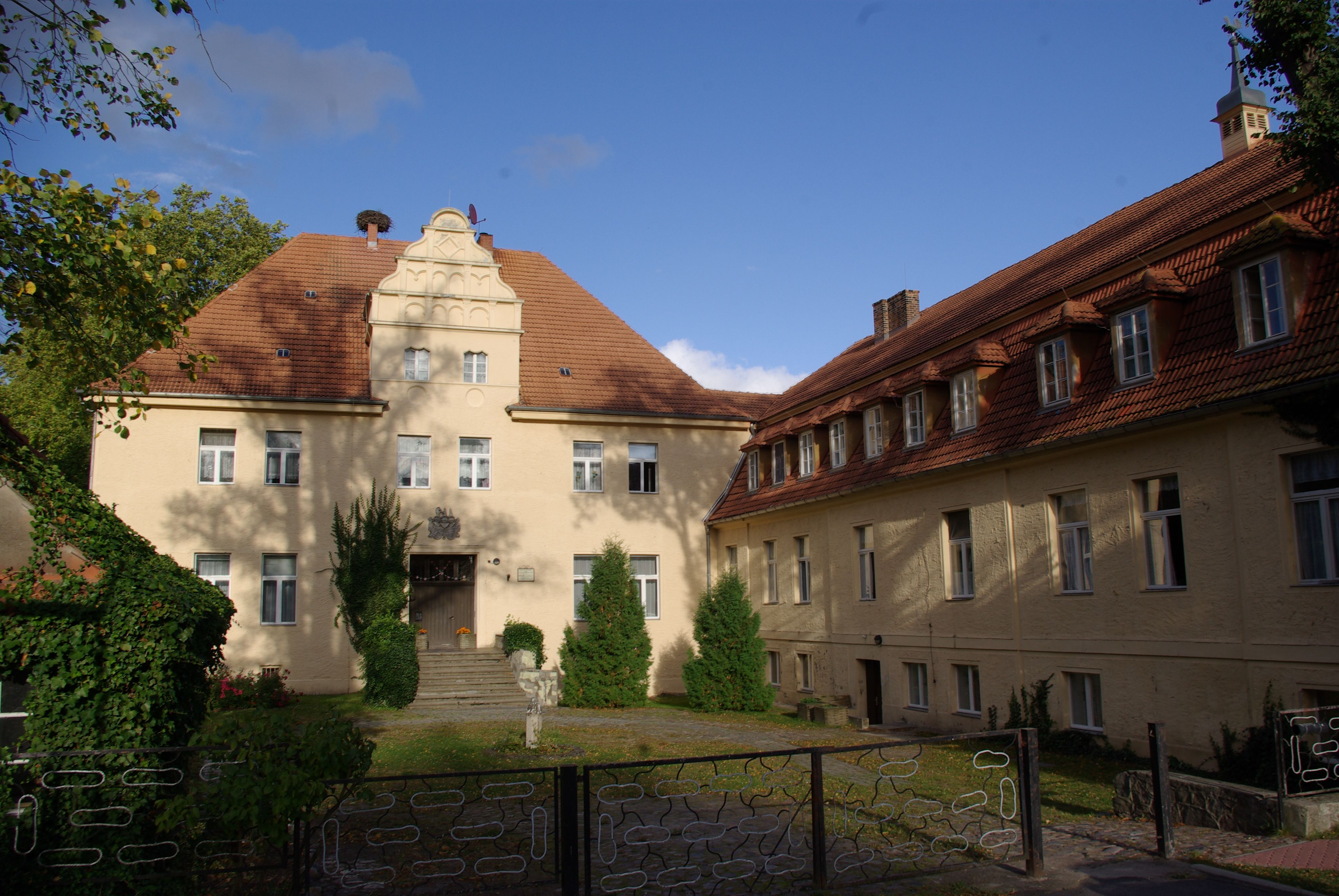
Neues Schloss Stolpe
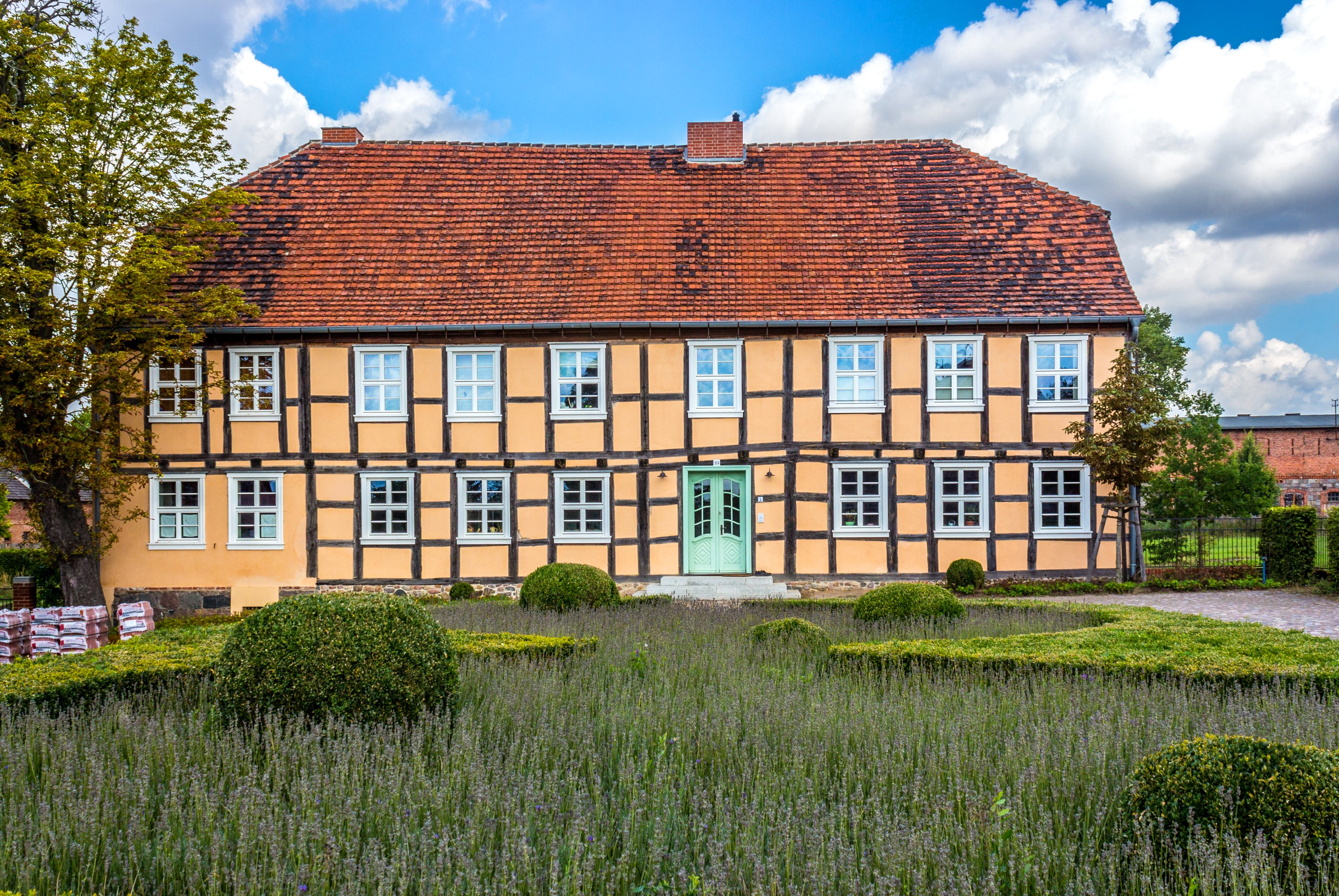
Gutshaus Wilmersdorf, Uckermark
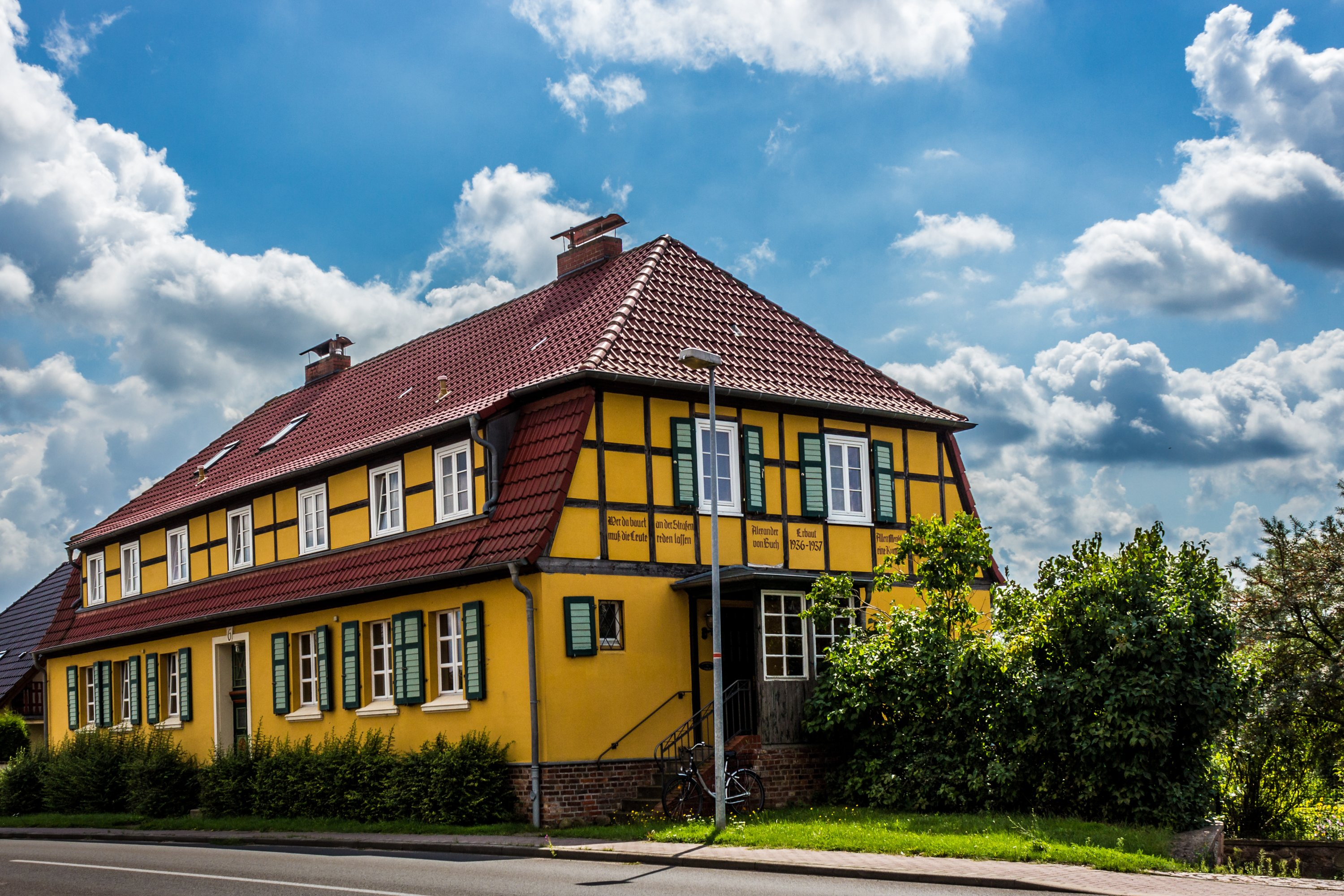
Lindenhaus in Wilmersdorf

Im Einschreibebuch des Klosters Dobbertin befinden sich 14 Eintragungen von Töchtern der Familien von Buch aus Zapkendorff, Tornow, Doberan und Ludwigslust aus den Jahren 1795–1899 zur Aufnahme in das dortige adelige Damenstift.

### Wappen
Das seit 1420 nachgewiesene Wappen zeigt in Silber einen gold bewehrten roten Löwen. Auf dem Helm mit rot-silbernen Decken ein wachsendes silbernes Ross mit goldenen Hufen.

## Bekannte Familienmitglieder
- Johann von Buch (um 1290–um 1356), Glossator des Sachsenspiegels
- Dietrich Sigismund von Buch (1646–1687), Kammerjunker des Großen Kurfürsten
- Leopold von Buch (1774–1853), deutscher Geologe
- Ludwig August von Buch (1801–1845), preußischer Diplomat und Gesandter
  - Marie von Buch (1842–1912), verwitwete Gräfin Schleinitz, wiederverheiratete Gräfin Wolkenstein, Berliner Salonnière und Gönnerin Richard Wagners
- Alexander von Buch (1814–1885), Gutsbesitzer und Mitglied des Preußischen Herrenhauses
  - Leopold von Buch (1850–1927), Gutsbesitzer und Mitglied des Preußischen Herrenhauses
  - Georg von Buch (1856–1924), Mitglied des Preußischen Abgeordnetenhauses, Domherr, Kurator der Ritterakademie Brandenburg
  - Karl Wilhelm Alexander von Buch (1860–1937), Diplomat[4]
- Johann von Buch (1845–1914), Gutsbesitzer und Mitglied des Preußischen Herrenhauses
- Leopold von Buch (1852–1919), preußischer Generalmajor
- Emil von Buch (1874–1962), Gutsbesitzer auf Zapkendorf und Kommendator des Johanniterordens (Mecklenburgische Genossenschaft)[5]